# La Partie de cartes
Ne doit pas être confondu avec Une partie de cartes.
La partie de cartes est une huile sur toile  de Fernand Léger peinte en 1917. Œuvre cubiste, elle montre une partie de cartes entre des soldats français   de la Première Guerre mondiale, qui ont plus l'air de robots que d'êtres humains. 
L'idée de peindre cette toile lui est venue lorsqu'il se trouvait au front et qu'il essayait de dessiner, de saisir ces soldats en train de jouer aux cartes.

## Analyse
Pour Béatrice Fontanel et Daniel Wolfromm, cette œuvre « gigantesque », associe la vie quotidienne dans les tranchées et l'horreur de la guerre : elle expose à la fois l'attente et l'incertitude quant à la prochaine attaque mais aussi déjà ses conséquences terribles avec la désarticulation des corps. Le cubiste (ou « tubiste » selon Louis Vauxcelles) qu'est Fernand Léger représente les bras et les doigts des soldats par la forme tubulaire caractéristique de leurs canons et de leurs fusils.
Fernand Léger a dit en 1954 que ce tableau était « l'image d'une Humanité robotisée » ; pour lui, les soldats aux profils répétés comme une production industrielle sont des quasi-machines et les quelques attributs identifiables (casques, médailles ,pipes, cartes à jouer) sont dérisoires.